# Rocca aldobrandesca (Roccalbegna)
La rocca aldobrandesca, chiamata anche il Sasso, è un castello in rovina nel comune di Roccalbegna, in Toscana.

## Descrizione
La sua ubicazione è sulla vetta della rupe più elevata che domina l'abitato sottostante. Rimangono imponenti ruderi e le strutture murarie sono completamente rivestite in pietra, con alcune feritoie che si aprono ad altezze diverse. Esse si articolano a forma irregolare, adattandosi alla particolare orografia della vetta della rupe; la fortificazione, oramai priva di copertura sommitale, doveva svilupparsi almeno su due livelli.

## Storia
La rocca fu costruita in epoca medievale sulla cima dell'imponente rupe che domina il centro di Roccalbegna e il corso del fiume Albegna.
Gli Aldobrandeschi utilizzarono questa fortificazione con funzioni difensive e di avvistamento; la sua particolare posizione, rendeva la fortificazione praticamente inespugnabile ed era stata studiata anche come rifugio per la popolazione in caso di assedio condotto da truppe nemiche. Durante il Duecento, la rocca costituiva il fulcro del sistema difensivo assieme al Cassero ubicato sulla vetta dell'altra rupe.
Nel corso del Trecento, con l'inizio del dominio senese su Roccalbegna, la rocca andò incontro a un periodo di declino, non venendo più considerata quell'opera di fondamentale importanza strategica dal punto di vista difensivo; i Senesi preferirono mantenere il controllo dal vicino cassero.
Con la caduta della Repubblica di Siena, Roccalbegna e le sue fortificazioni furono temporaneamente inglobate nel Granducato di Toscana a metà Cinquecento, per essere poi cedute alla contea di Santa Fiora.
Nel 1624 l'intero centro abitato fu ceduto ai Bichi di Siena, che fecero dell'omonimo palazzo cittadino la loro residenza; da allora, la rocca è stata completamente abbandonata, giungendo fino a oggi sotto forma di imponenti ruderi che ricordano la sua passata grandiosità.

## Galleria d'immagini

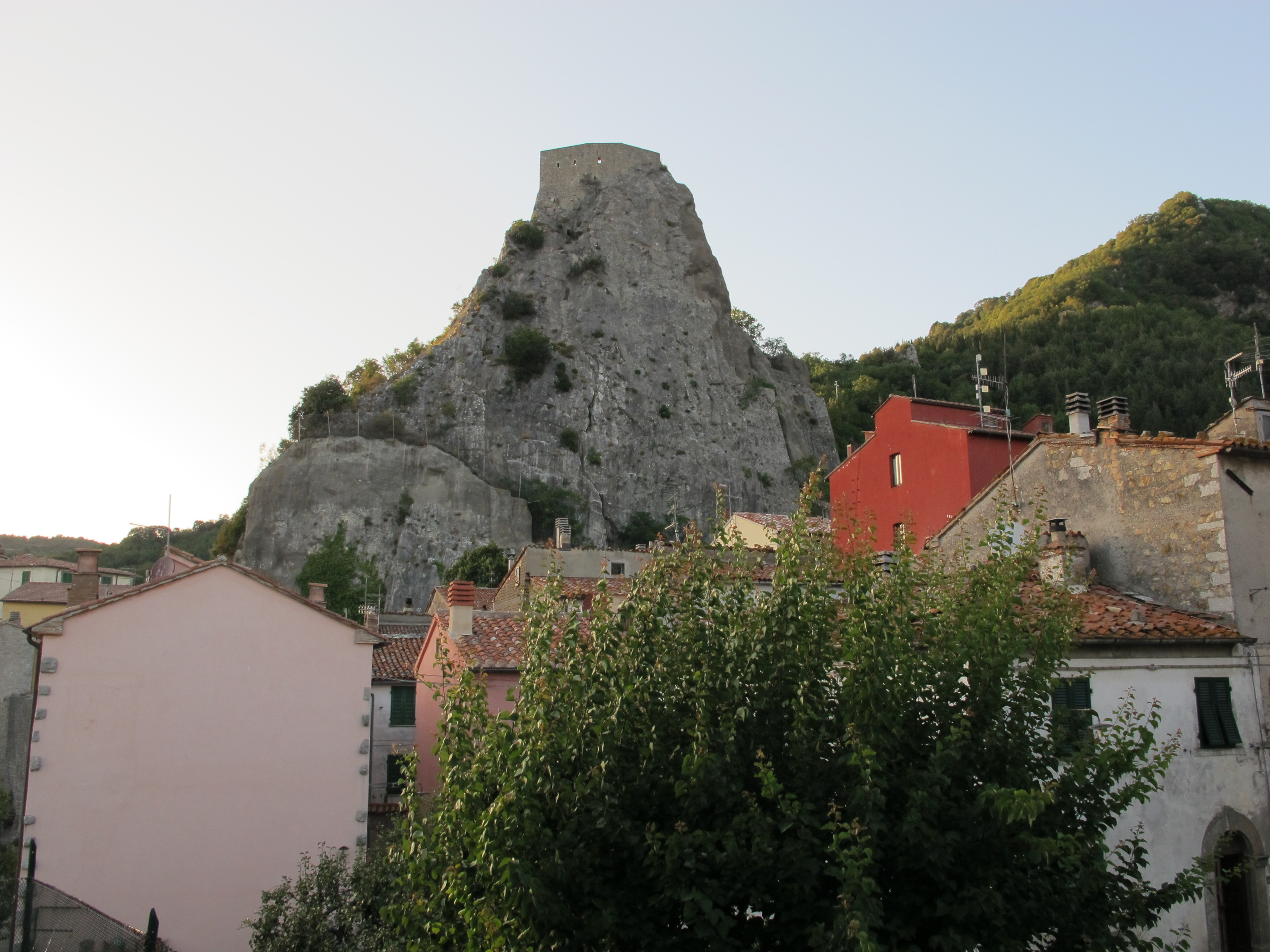
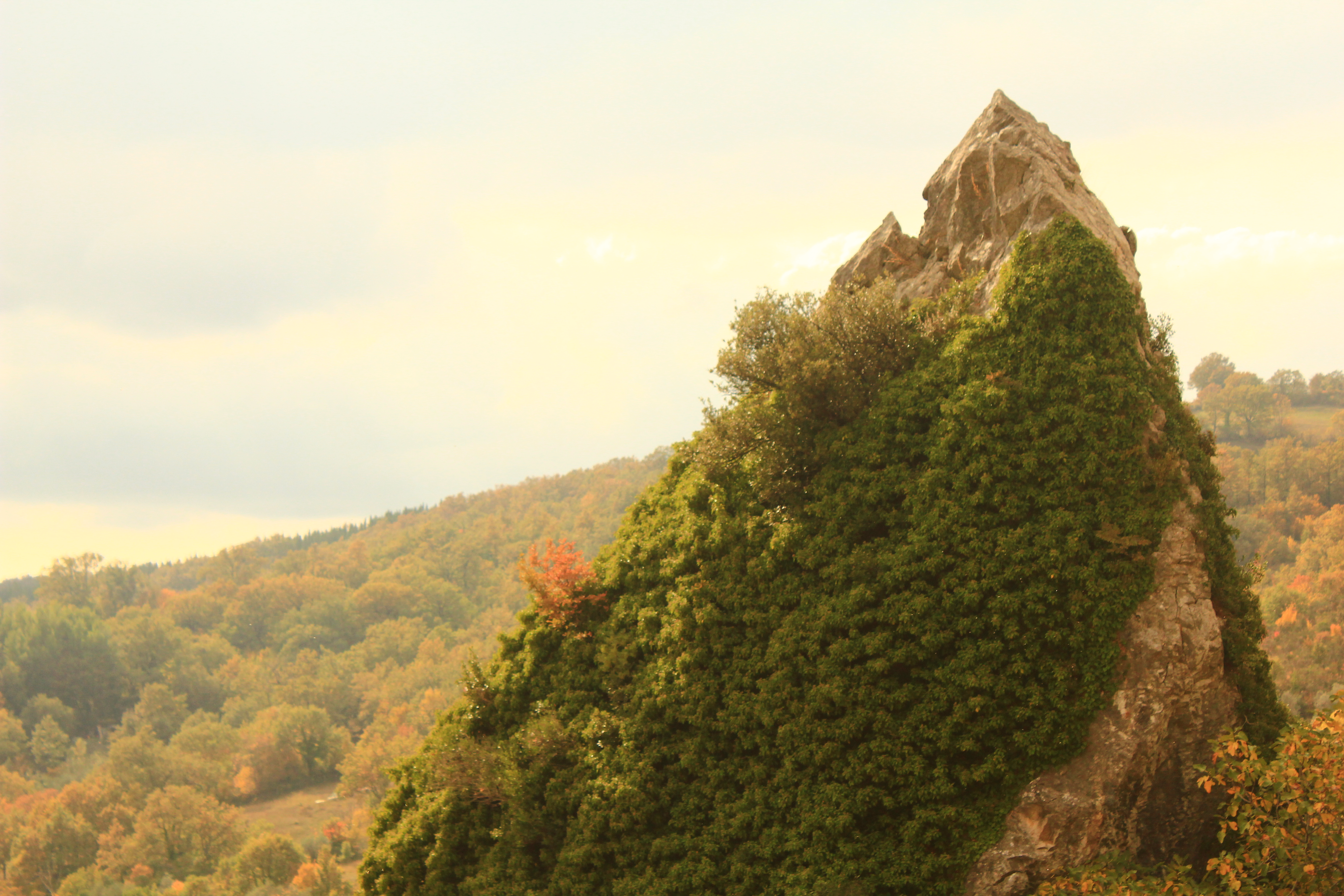
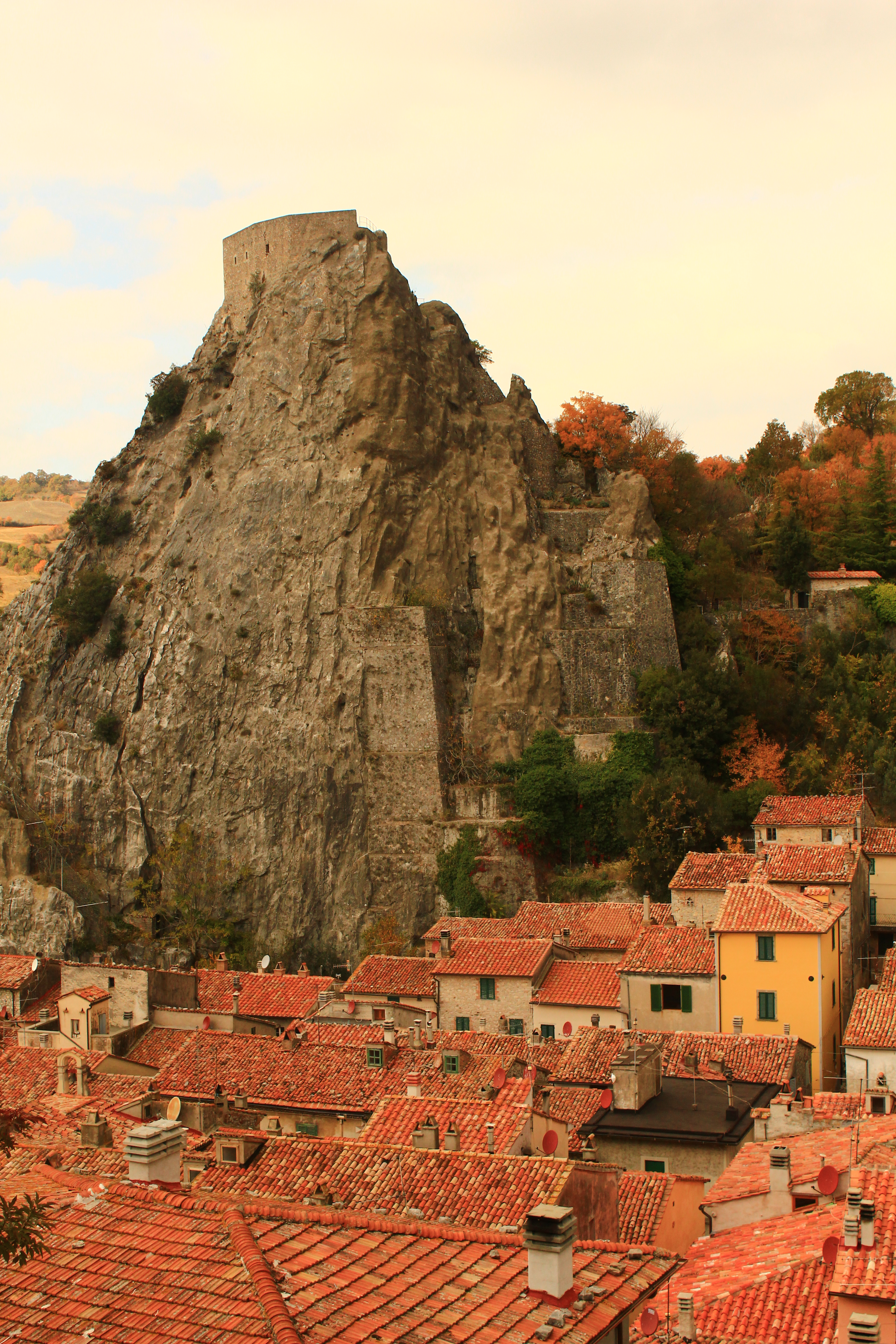
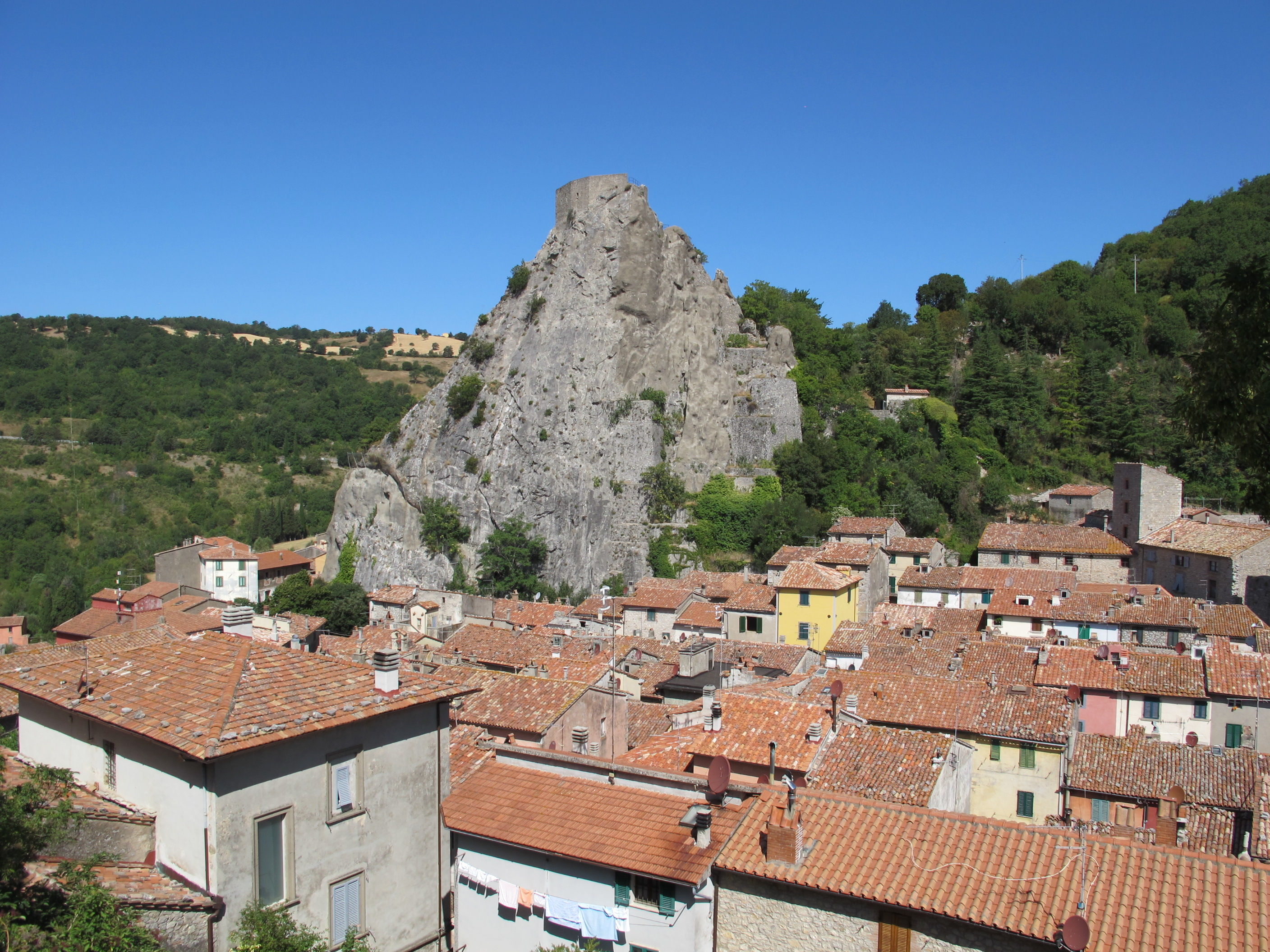
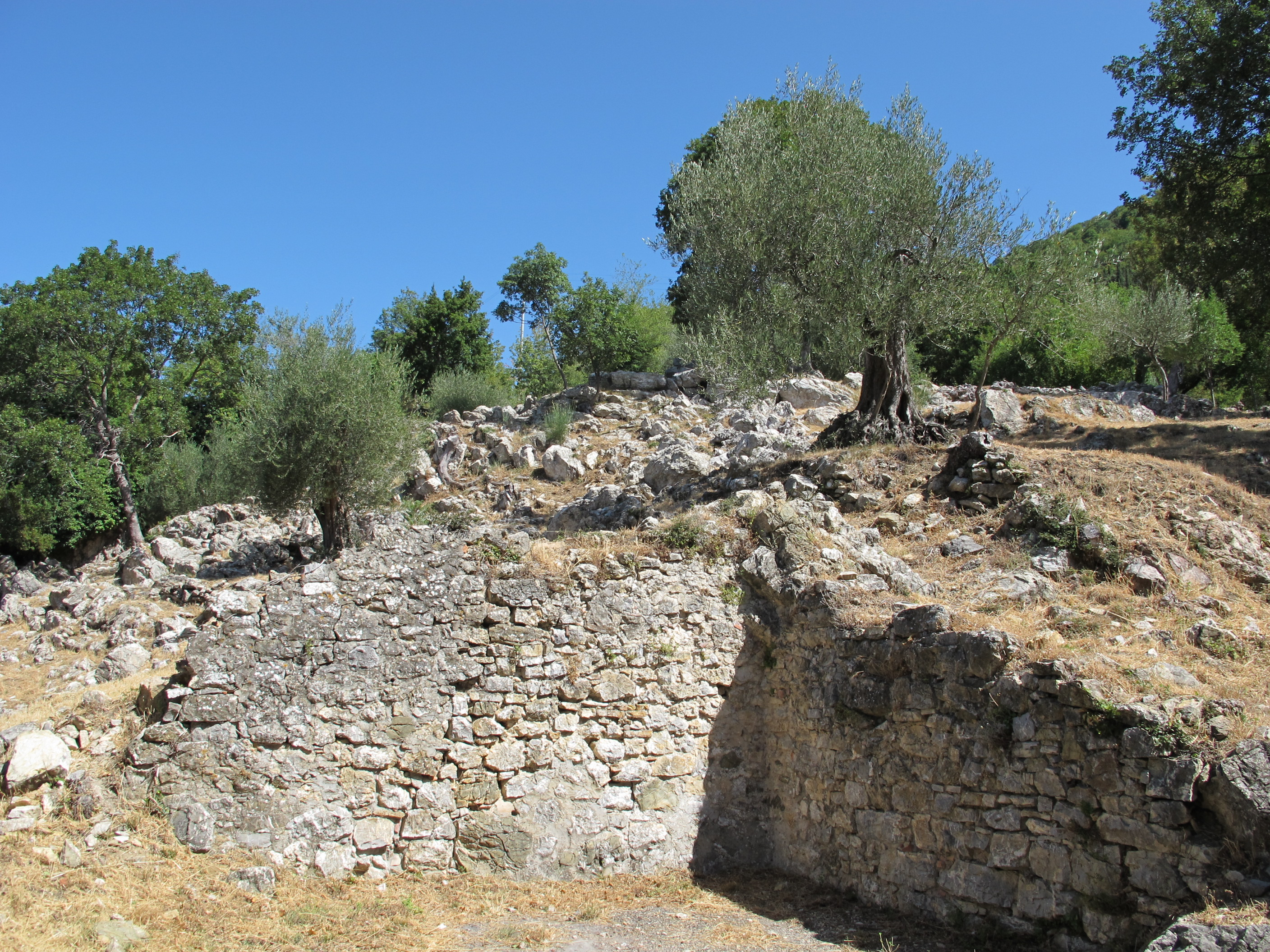
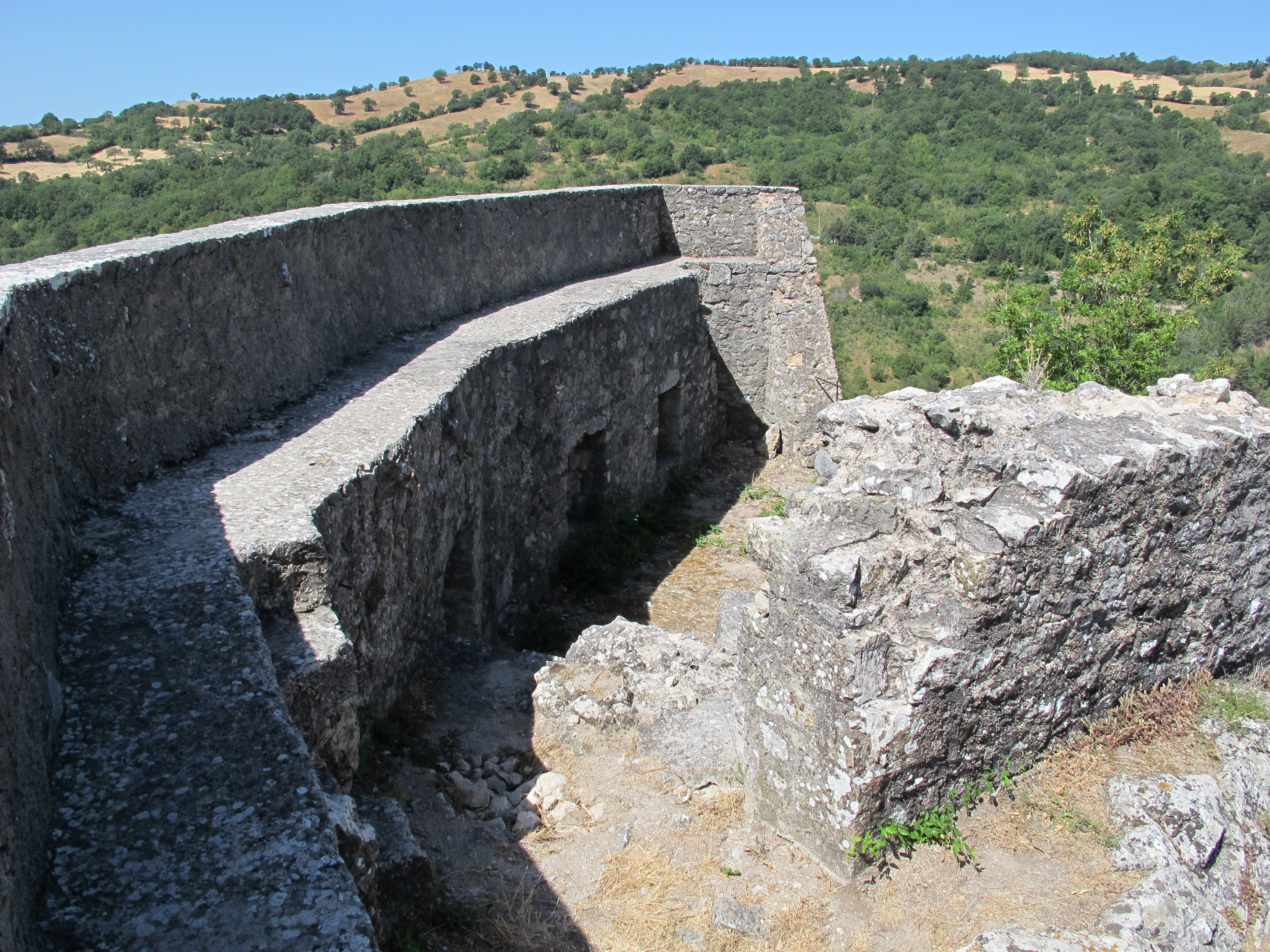
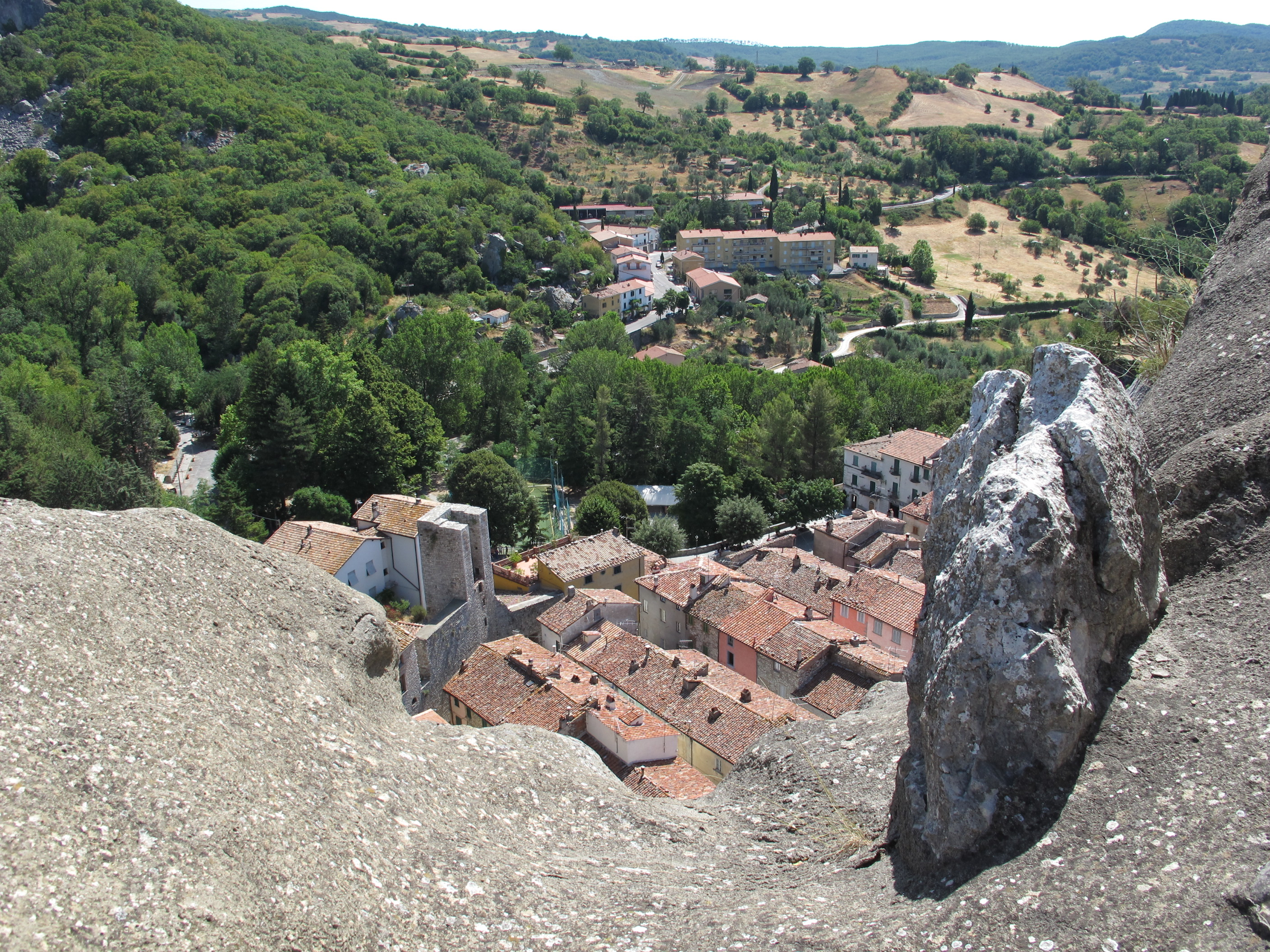